# 拉科比耶尔
拉科比耶尔（法語：La Corbière，法語發音：[la kɔʁbjɛʁ]）是法国上索恩省的一个市镇，属于吕尔区。

## 地理
拉科比耶尔（47°47'32"N, 6°29'28"E）面积3.15 平方千米，位于法国勃艮第-弗朗什-孔泰大區上索恩省，该省份为法国东部内陆省份，北起顺时针与孚日省、贝尔福地区省、杜省、汝拉省、科多尔省和上马恩省接壤。
与拉科比耶尔接壤的市镇（或旧市镇、城区）包括：贝尔蒙、拉布吕耶尔、马尼夫赖。

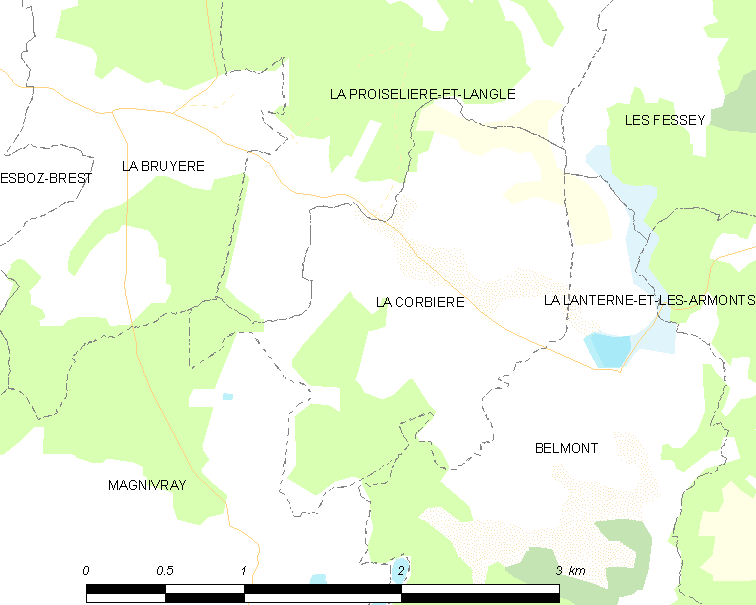
拉科比耶尔的OSM定位图

拉科比耶尔的时区为UTC+01:00、UTC+02:00（夏令时）。

## 行政
拉科比耶尔的邮政编码为70300，INSEE市镇编码为70172。

## 政治
拉科比耶尔所属的省级选区为梅利塞县。

## 人口

1962-2008年间拉科比耶尔人口变化图示

拉科比耶尔于2022年1月1日时的人口数量为110人。